# 野中鎮兼
野仲 鎮兼（のなか しげかね）は、戦国時代から安土桃山時代にかけての武将。豊前国の国人・野仲氏23代当主。長岩城（大分県中津市耶馬溪町）最後の城主。

## 出自
野仲氏は豊前宇都宮氏の庶流。豊前仲津郡城井郷（福岡県京都郡みやこ町）に地頭職として赴任し城井氏（豊前宇都宮氏）の祖となった宇都宮信房の弟・重房が、豊前下毛郡野仲郷を分与されて野仲氏を名乗った。重房は建久9年（1198年）に長岩城を築城した。

## 略歴
天文21年（1552年）、大友義鎮（宗麟）の弟・義長が大内氏の当主となる。義長は実質的には陶晴賢の傀儡であったが、弘治元年（1555年）に毛利元就が陶晴賢を滅ぼして北九州への進出を図ると、翌弘治2年（1556年）、義鎮は大友と大内の両家は一体であるとして、大内氏が守護を務める豊前へ出兵。宇都宮氏一族の多くは大友氏と対立し、鎮兼も大友氏に反旗を翻して長岩城に籠城するが、義鎮に攻められ降伏した。
天正6年（1578年）の耳川の戦いで大友宗麟が敗れ大友氏が衰退すると領内では国人の離反が相次いだ。鎮兼も大友氏を離反し、天正7年（1579年）に挙兵。成恒鎮家の籠る田島崎城ら近隣の城を落として下毛郡の大半を手中に収めたが、鎮家の救援に赴いた大畑城主・賀来統直に敗れ、嫡男・重貞を人質に差し出して大友氏に降伏した。
天正15年（1587年）7月に黒田孝高（官兵衛）が豊前6郡を与えられて入国すると、豊前の国人との間で対立が発生。10月に城井鎮房（宇都宮鎮房）を中心に豊前の国人が蜂起する（豊前国人一揆）も、次々と孝高・長政父子に制圧される。翌天正16年（1588年）4月5日には孝高・長政父子が長岩城の野仲鎮兼を攻めた。鎮兼はよく守ったが、三昼夜の激戦を経て4月8日に長岩城は落城、鎮兼は自害した。一説には重臣の百富河内守兼家が内応して黒田方を城内に引き入れたためと伝えられる。嫡男・重貞は落ち延びたところを百富に討たれ、次子は行方知れずとなって野仲氏は滅びた。
毎年12月の第一土曜日の夜に大野八幡神社で行われる「やんさ祭り」は、33人の裸の若者が6尺の棒で7臼半の餅をつき、臼を巡って攻防を繰り広げる勇壮な祭りであるが、野仲氏の33人の若侍が餅をついて神前に供えたのが始まりで、野仲氏の滅亡後も村人に受け継がれたものであるとされる。